# Katsuyori Shibata
Katsuyori Shibata (柴田勝頼 Shibata Katsuyori?) (Kuwana, Miel; 17 de noviembre de 1979) es un artista marcial mixto y luchador profesional japonés, que esta trabajando actualmente en New Japan Pro-Wrestling como entrenador y en ocasiones como luchador en All Elite Wrestling (AEW) y Ring of Honor (ROH). Destaca por su estilo de lucha stiff y realista.
Shibata ha sido una vez campeón mundial al ser Campeón Peso Pesado Británico de la RPW. También fue tres veces Campeón de Peso Abierto NEVER, una vez Campeón en Parejas de la IWGP con Hirooki Goto, una vez Campeón Puro de ROH y también fue ganador de la New Japan Cup en 2017.

## Carrera
Hijo del veterano luchador Katsuhisa Shibata, el joven Katsuyori comenzó a entrenar en lucha amateur en la escuela secundaria, donde fue compañero de clase de Hirooki Goto, y en 1997 ya competía a nivel nacional, contando con una victoria sobre su futuro rival Shinsuke Nakamura en la categoría de 81kg del campeonato de Japón. En 1998, después de graduarse de la universidad de Fukuoka, Katsuyori fue admitido en New Japan Pro-Wrestling.

## En lucha
- Movimientos finales
  - PK - Penalty Kick[1][2] (Running football kick al pecho de un oponente sentado)
  - Go 2 Sleep[1] (Fireman's carry knee strike al rostro del oponente) - 2012-presente; adoptado de KENTA
  - High-speed roundhouse kick a la cabeza del oponente[3]
  - Sleeper hold[1]

- Movimientos de firma
  - FK - Free Kick[1][2] (Football kick)
  - GK - Goal Kick[1][2] (Running punt kick a la cabeza de un oponente boca abajo)
  - Musha Gaeshi[1][2] (Osoto otoshi)
  - Belly to back suplex[1][2]
  - Cross armbar
  - Crossface chickenwing
  - Dropkick
  - Fireman's carry takeover
  - Jumping double underhook facebuster[2]
  - Octopus hold
  - Triangle armbar

## Campeonatos y logros
- All Elite Wrestling/AEW
  - AEW World Trios Championship (Actual) – con Samoa Joe & Powerhouse Hobbs

- New Japan Pro-Wrestling/NJPW
  - NEVER Openweight Championship (3 veces)
  - IWGP Tag Team Championship (1 vez) – con Hirooki Goto
  - New Japan Cup (2017)
  - World Tag League (2014) – con Hirooki Goto
  - Premio al espíritu de lucha (2004)
  - Mejor lucha en parejas (2004) con Masahiro Chono contra Hiroyoshi Tenzan & Shinsuke Nakamura el 24 de octubre[4]

- Revolution Pro Wrestling/RPW
  - RPW British Heavyweight Championship (1 vez)

- Ring of Honor
  - ROH Pure Championship (1 vez)

- Pro Wrestling Illustrated
  - Situado en el N°187 en los PWI 500 de 2013[5]

- Wrestling Observer Newsletter
  - Pelea de 5 estrellas (2013) contra Tomohiro Ishii el 4 de agosto[6]
  - Pelea de 5 estrellas (2014) contra Hiroshi Tanahashi el 21 de septiembre[6]
  - Pelea de 5 estrellas (2017) contra Kazuchika Okada el 9 de abril[6]
  - Bruiser Brody Memorial Award (Mejor Brawler) (2013)[7]

## Récords

### Artes marciales mixtas
| Resultado     | Récord | Oponente            | Método                        | Evento                                                 | Fecha                    | Ronda | Tiempo | Localización              | Notas |
| ------------- | ------ | ------------------- | ----------------------------- | ------------------------------------------------------ | ------------------------ | ----- | ------ | ------------------------- | ----- |
| Derrota       | 7-8-1  | Vincent Gutierrez   | TKO (puñetazos)               | NOAH Pro Wrestling                                     | 11 de enero de 2023      | 1     | 0:33   | Munich, Alemania          |       |
| Victoria      | 7-7-1  | Satoshi Ishii       | Sumisión (Kimura lock)        | K-1 World Max 2010 World Championship Tournament Final | 8 de noviembre de 2010   | 1     | 3:30   | Tokio, Japón              |       |
| Derrota       | 6-7-1  | Yoshiyuki Nakanishi | TKO (puñetazos)               | DEEP 50th Impact                                       | 24 de octubre de 2010    | 1     | 4:06   | Tokio, Japón              |       |
| Derrota       | 6-6-1  | Young Choi          | Decisión (unánime)            | DEEP Cage Impact 2010 in Osaka                         | 6 de junio de 2010       | 3     | 5:00   | Osaka, Japón              |       |
| Derrota       | 6-5-1  | Hiroshi Izumi       | Decisión (unánime)            | Dynamite!! 2009                                        | 31 de diciembre de 2009  | 3     | 5:00   | Saitama, Japón            |       |
| Victoria      | 6-4-1  | Tokimitsu Ishizawa  | TKO (puñetazos)               | DREAM 12                                               | 25 de octubre de 2009    | 1     | 4:52   | Osaka, Japón              |       |
| Victoria      | 5-4-1  | Ikuhisa Minowa      | Decisión (unánime)            | DREAM 8                                                | 5 de abril de 2009       | 2     | 5:00   | Nagoya, Japón             |       |
| Victoria      | 4-4-1  | Hayato Sakurai      | TKO (puñetazos)               | Dynamite!! 2008                                        | 31 de diciembre de 2008  | 1     | 7:01   | Saitama, Japón            |       |
| Sin resultado | 3-4-1  | Yasuhito Namekawa   | Empate                        | DEEP 38th Impact                                       | 23 de octubre de 2008    | 3     | 5:00   | Tokio, Japón              |       |
| Derrota       | 3-4    | Yoshihiro Akiyama   | Sumisión (sode guruma jime)   | DREAM 5                                                | 21 de julio de 2008      | 1     | 6:34   | Osaka, Japón              |       |
| Derrota       | 3-3    | Jason Miller        | TKO (puñetazos)               | DREAM 3                                                | 11 de mayo de 2008       | 1     | 6:57   | Saitama, Japón            |       |
| Victoria      | 3-2    | Heo Min Seok        | TKO (puñetazos)               | HERO'S 2007 in Korea                                   | 28 de octubre de 2007    | 2     | 1:31   | Seúl, Corea del Sur       |       |
| Derrota       | 2-2    | Kazushi Sakuraba    | Sumisión (cross armbar)       | HERO'S 10                                              | 17 de septiembre de 2007 | 1     | 6:20   | Yokohama, Kanagawa, Japón |       |
| Derrota       | 2-1    | Ralek Gracie        | Sumisión (cross armbar)       | HERO'S 9                                               | 16 de julio de 2007      | 1     | 3:05   | Yokohama, Kanagawa, Japón |       |
| Victoria      | 2-0    | Yoshihisa Yamamoto  | TKO (puñetazos)               | HERO'S 8                                               | 12 de marzo de 2007      | 1     | 0:09   | Nagoya, Japón             |       |
| Victoria      | 1-0    | Iceman              | Sumisión (arm triangle choke) | Jungle Fight 2                                         | 15 de mayo de 2004       | 1     | 0:52   | Tokio, Brasil             |       |

### Kickboxing
| Resultado | Récord | Oponente     | Método                   | Evento                 | Fecha                  | Ronda | Tiempo | Localización              | Notas |
| --------- | ------ | ------------ | ------------------------ | ---------------------- | ---------------------- | ----- | ------ | ------------------------- | ----- |
| Victoria  | 1-0    | Hiromi Amada | KO (rodillazo al cuerpo) | NJPW Yokohama Dead Out | 3 de noviembre de 2003 | 2     | 2:08   | Yokohama, Kanagawa, Japón |       |